# Мороне, Доменико
Доменико Мороне (итал. Domenico Morone, ок. 1442, Верона — 1518) — итальянский художник. Писал во времена раннего Ренессанса.
Известен по нескольким панно, изображающим, главным образом, народные фестивали или турниры с массовыми скоплениями людей. Один из его шедевров — «Падение Бонакольси» (1494, итал. Cacciata dei Bonacolsi) в Палаццо Дукале (Мантуя) — сцена из средневековой истории города на пьяцца Сорделло (событие 1328 года).
Также написал изображение Мадонны на дверцах органа церкви Сан-Бернардино, находящегося сейчас в музее в Берлине. Написал фрески для часовни церкви Сан-Антонио. Два небольших панно с изображением эпизода Сабинской войны, найденные в Лондонской Национальной галерее, приписываются кисти Мороне. Джорджо Вазари считал Мороне вторым по значимости художником Вероны.
Его сын Франческо Мороне был также видным веронским живописцем.